# Спенсер Трейсі
Спе́нсер Тре́йсі (англ. Spencer Tracy; 5 квітня 1900, Мілвокі, Вісконсин — 10 червня 1967, Беверлі-Гіллз, Каліфорнія) — американський актор, двічі лауреат премії «Оскар» за найкращу чоловічу роль — є одним з двох акторів, що отримали цю премію два роки поспіль, за фільми «Відважні капітани» (1937) і «Місто хлопців» (1938). У 1967 році був відзначений премією «BAFTA» за фільм «Вгадай, хто прийде на обід». Американський інститут кіномистецтва надав йому 9 місце у списку «100 найвизначніших зірок кіно».

## Біографія
Спенсер Бонавентура Трейсі народився в Мілвокі, штат Вісконсин, як другий син Джона Едварда Трейсі, продавця вантажівок ірландсько-американського походження, і Керолайн Браун.
Він дебютував на сцені у 1921 році в п'єсі під назвою «Правда», і вирішив стати актором. Під час турне його трупи, він досяг успіху на сцені і був позитивно сприйнятий Американською академією драматичного мистецтва в Нью-Йорку. У 1923 році він одружився з актрисою Луїзою Трідвел, з якою в нього було двоє дітей.
У 1941 році під час зйомок фільму «Жінка року» познайомився з акторкою Кетрін Гепберн. Незважаючи на початковий конфлікт між ними, Трейсі й Гепберн зрештою стали коханцями. Цей роман тривав до самої смерті Спенсера Трейсі.

## Фільмографія
- 1930 — Вгору по річці / Up the River
- 1934 — Дивлячись на неприємності / Looking for Trouble
- 1935 — Цей маленький світ
- 1936 — Лють / (Fury) — Джо Вілсон
- 1936 — Сан-Франциско
- 1937 — Зухвалі капітани / Captains Courageous
- 1938 — Місто хлопців
- 1942 — Жінка року
- 1950 — Батько нареченої / Father of the Bride
- 1952 — Пет і Майк
- 1955 — Поганий день у Блек Році / (Bad Day at Black Rock) — Джон Дж. Макріді
- 1956 — Гора / (The Mountain) — Захарі Теллер
- 1958 — Старий і море / (The Old Man and the Sea) — старий
- 1962 — Як підкорили Захід / (How the West Was Won)
- 1963 — Цей шалений, шалений, шалений, шалений світ / (It's a Mad, Mad, Mad, Mad World)
- 1967 — Вгадай, хто прийде на обід / (Guess Who's Coming to Dinner) — Метт Дрейтон